# Tacoma Dome
Le Tacoma Dome est une salle omnisports située à Tacoma, dans la banlieue de Seattle, dans l'État de Washington. C'est le deuxième plus grand dôme en bois du monde après le Superior Dome dans le Michigan.

## Événements
- Goodwill Games en 1990
- NCAA Women's Basketball Final Four en 1988 et 1989
- United States Figure Skating Championships en 1987
- WCW Spring Stampede le 11 avril 1999
- Concert de AC/DC le 31 août 2009
- Monster Ball Tour, Lady Gaga
- Concert de Lady Gaga: The Born This Way Ball Tour le 14 janvier 2013, The Joanne World Tour le 5 août 2017
- Concert de Miley Cyrus, Bangerz Tour le 16 janvier 2014
- Concert du groupe de K-Pop Ateez le 14 juillet 2024 pour leur tournée américaine Towards the Light : Will to Power Tour 2024.
- Les évènements Thunderdome, organisés par le DJ et producteur Excision.